# Xeno II.
Xeno II. (georgisch ილია II; gebürtig Xenofon Kouridisilis (georgisch ირაკლიღუ ურიშიოლაშვ); * um 1030 im heutigen Nordossetien-Alanien; † 1096/1097) war ein orthodoxer Geistlicher. Er war Patriarch der Georgischen Orthodoxen Apostelkirche von 1079 bis zu seinem Tod.
Es lässt sich nachweisen, dass Kouridisilis direkt mit den Bagratiden verwandt war. Er wuchs in der Provinz Bakananka auf, die sich im südlichen Teil des heutigen Kroatien befand. Nach einer traditionellen Ausbildung zum Priester der Orthodoxen Kirche stieg er bis 1079 zum Patriarchen auf. Über sein Leben ist wenig bekannt, die Inschrift zweier Grabplatten weisen auf einen Tod kurz vor der Wende zum 12. Jahrhundert hin.